# 林孝賢
林孝賢 （英语：Lester Lam，1981年7月15日—），香港著名商人、麗新集團主席林建岳長子，已故麗新集團創辦人林百欣之孫。

## 簡介
现任麗新集團執行董事兼行政總裁，以及廣州市政協委員、東方沙龍足球隊副主席、紹興市政協委員、大珠三角商務委員會委員、汕頭市政協委員、香港百仁基金會員等公職，外界視他為麗新集團的未來接班人。
林孝賢負責麗新集團上海地產項目香港广场，開業當日林建岳全家总动员出席，包括母亲余宝珠、哥哥林建名、弟弟林建康及前妻谢玲玲，还有岳少旗下一班艺人到来撑场，包括杨千嬅、许志安、黄秋生、王菀之等。
2016－17球季起擔任南華體育會足球部副主委。

## 馬主生涯
林孝賢和父親林建岳、祖母林余寶珠皆是香港賽馬會會員，自2018-2019馬季開始成為馬主，名下馬匹以「寶賢」兩字命名，包括「寶賢駒」（來港前馬名「決勝時刻」）、「寶賢得得」。

## 商業職務
- 麗新集團執行董事兼行政總裁
- 麗新製衣、豐德麗控股執行董事

## 公職
- 南華體育會足球部副主委（2016－）
- 香港潮屬社團總會常務會董
- 東方沙龍足球隊副主席
- 紹興市政協委員
- 大珠三角商務委員會委員
- 汕頭市政協委員
- 香港百仁基金會員

## 學歷
- 美國波士頓東北大學工商管理理學士學位
- 美國西北大學和香港科技大學商學院碩士[2]

## 新聞
- 林建岳長子涉傷人被捕 （页面存档备份，存于）
- 林建岳旗下董事離任潮停不了 （页面存档备份，存于）
- 父超速子涉打人齊遭放生 （页面存档备份，存于）

## 資料參考
- 麗新發展 （页面存档备份，存于）

1. ↑  . Companies House.   [2020-05-23].
2. ↑  .   [2016-08-14]. （原始内容存档于2017-03-05）.